# Edifici Sayós Bonet
L'Edifici Sayós Bonet és un edifici de Ripoll protegit com a Bé Cultural d'Interès Local.

## Descripció
La façana, situada entre mitgeres, està formada per baixos i un pis. Als baixos hi ha cinc arcades coronades per un guardapols. Cada arcada té una reixa treballada, de ferro i relleix amb rajoles de ceràmica de color verd, tapades per diverses capes de les mateixes tonalitats (vermells, rosats) que ha tingut la façana al llarg del temps. A la primera planta hi ha cinc balcons emmarcats per motllures corbes. Les baranes són prefabricades d'obra. Per sobre de cada balcó hi ha una obertura de dimensions reduïdes. Entre els baixos i el primer pis hi ha una motllura decorada en sentit horitzontal.